# موتلانگن
موتلانگن (به آلمانی: Mutlangen) یک شهر در آلمان است که در استالبکرایس واقع شده‌است. موتلانگن ۶٬۴۳۷ نفر جمعیت دارد.